# Чехословачке легије
Чехословачка легија је назив која се користи за јединице добровољног страног војног отпора Чеха и Словака током Првог светског рата (и Руског грађанског рата). Легије су чинили чешки и словачки сународници који живе у иностранству и бивши војници аустроугарске војске, који су након заробљавања од страних војски споразумно одлучили да се добровољно придруже легијама и тако дезертирају и потом се боре против трупа Централних сила. Тим чином они су, извршили дезертерство и кршили војну заклетву дату монарху, која је у правном систему Аустроугарске значила издају, због чега им је претила смртна казна.
Припадници легија самоиницијативно су прихватили отказивање послушности Аустроугарској и прикључили се револуционарним акције страног отпора са циљем да помогну успостављању независне Чехословачке као државе наследнице бивше Чешке краљевине. Историја је показала да су њихови непорециви војни успеси касније одиграли пресудну улогу у преговорима о успостављању Чехословачке 1918. године и касније током Париске мировне конференције (1919—1920).
У Русији легионари су учествовали у неколико победничких борби, укључујући Зборов и Бахмах против централних сила, такође су били укључени у руски Грађански рат у борби против бољшевика, својевремено контролишући целу Транссибирску железницу и добар део већих градова у Сибиру.
Име чехословачке легије настало је тек после рата, током рата коришћена је колективна ознака револуционарних добровољних трупа (касније страних чехословачких трупа). Основа ових трупа почела је да се појављује 1914. године од добровољаца, чешких сународника који су се пријавили за царску војску у Русији и Легију страних држава у Француској. Чешки сународници у Русији, из Варшаве, околине и са територије Волине, створили су јединицу под називом „ Ческа дружина “ (то нису били само Чеси и Словаци, већ су одавно чинили велику већину). Сународници у Француској били су укључени у француску Легију странаца у засебну јединицу, познату као „Наздарска компанија“.“. Број чешких и словачких добровољаца постепено се повећавао. Како су од 1917. године легије формиране и у Италији, на крају Великог рата, јединице чехословачких страних трупа имале су респектабилну бројку, укупно преко 140.000 припадника.
После рата, чехословачке власти су похвалиле активности легионара који су се храбро борилили против Немачке и Аустроугарске. У борбама је страдало само око пет и по хиљада легионара, док је на царевој страни, у борби страдало 138.000 војника, одведених из чешких округа.

## Опште информације
У Првом светском рату учествовало је 70 милиона војника, од којих је 10 милиона умрло или погинуло. Аустроугарска је у борбене линије укључила 9 милиона војника, од којих се 1,1 милион није вратило. Број чехословачких војника у саставу царске Аустроугарске војске процењен је на 1,4 милиона. До краја 1917. године, према најгрубљим проценама, пало је 138.000 чешких војника царске војске.
Борбени морал Чехословака, који нису имали своју домовину већ су се борили за Аустроугарску царевину, у Великом рату флуктуирао је у времену и простору. На северу су војници изразили саосећање са „руским браћом“ и масовно су се предавали. На југу су били део кичме аустроугарске војске, готово до њеног краја и распада. То је ценио и италијански противник. Ево како је окарактерисао чешке војнике командант Треће италијанске армије током Сочке битке.
„… Ови Словени, који се на другим фронтовима масовно предају, туку се на нашем фронту са посебном непопустљивошћу. Довољно је споменути Чехе, који су се одбранили непоколебљивом упорношћу и радије су дали да их убијају у кавернама него да се предају“.
Вероватно најпознатији случај дезертирања Чехословака било је пребегавање читавих делова 36. пешадијског пука Млада Болеслава 1915. године Следећих година команда војске покушала је да повећа борбену ефикасност чехословачких јединица и спречи даља дезертерства. При попуњавању борбених јединица смањена је њихова национална хомогеност, а ако су јединице остале претежно чехословачке, чешће су им постављани чешке команданти. Тако су постепено разбијана „расположења“ чешких војника за масовним напуштањем војске.
У склопу наведеног треба гледати и на основања Чехословачке легије, волонтерске јединице састављене углавном од Чеха и малог процента Словака (око осам одсто), које су чинили заробљеници из аустроугарске војске који су се углавном борили у Италији, Француској и Русији.

### Подела легија према месту деловања
Према месту оперативног деловања легије се могу поделити на:
- Чешкословачке легије у Русији - означене бројем 1
- Чешкословачке легије у Француској - означене бројем 21
- Чешкословачке легије у Италији - означене бројем 31

На крају Великог рата, јединице чешко-словачких страних трупа имале су више од 100.000 добровољаца. У борбама је погинуло 5.152 чехословачких легионара, од чега 4.112 у Русији, 630 у Француској и 410 у Италији. И док су након врло грубе процене међуратног статистичара Вилхелма Винклера, само до 1917. године живот изгубила 138.128 војника из „чисто чешких“ округа (више од 80% Чеха), укупан броја палих легионара Чеха, Мораваца и Слежана који су се борили у Великом рату, било је само 4%.

### 1922
Према грубој процени статистике из 1922. године:
- 3% Словака било је у италијанским легијама,
- 16% у француским легијама (већину добровољаца из САД довео је МР Штефаник),
- 7,4% у руским легијама.

Током 1922. године легионарски официри чинили су 29%, а бивши аустроугарски официри 34% официрског кора чехословачке војске.

### 1932.
Чехословачка канцеларија легије објавила је у октобру 1932. податке који су наведени на овој табели:
|           | Русија | Француска | Италија | укупно |
| легионари | 60 109 | 9 367     | 19 225  | 88 701 |
| остали    | 10 913 | 2 479     | 7 510   | 20 902 |
| губици    | 4 120  | 560       | 725     | 5 405  |

Напомена: У „остали“ наведени су чехословачки легионари, које или нису правилно отпуштени или су примењене тек након 28. октобра 1918.

#### 1937
Према ситуацији из 1937. године, те године пре доласка у републику, било је око
- 60.000 руских легионара „по закону“ (са државним уверењем),
- око 10.000 француских легионара,
- 20.000 италијанских легионара

Године 1938. било је само 19% и 10% легионара: који су били окоснице војске након што су постали нови чехословачки официри, који су чинили 49% од укупног броја официра.
Појединачни пукови су нумерисани према месту свог деловања: у Русији од броја 1, у Француској од броја 21 и у Италији од броја 31.
Поред тога, чехословачки добровољци ( добровољци, браћа - званична ознака члана војске) борили су се и у другим војскама, посебно око 32 хиљаде америчких сународника у француској и америчкој војсци.  Поред тога, у српској војсци је било око 1.400 добровољаца и око 1.000 добровољаца у британској војсци.
Иако америчка, српска и британска војска нису успеле да формирају одвојене чехословачке војне јединице, ти добровољци су званично названи легионарима. Нарочито у случају српских добровољаца, то је најизраженије и понекад се за њих користио назив „Српска легија“.

## Чехословачка легија у Русији
Чехословачка легија у Русији биле је добровољачка војне јединице на руској територији, које су се у периоду од 1914. до 1920. године бориле прво против аустроугарске војске и Немаца у Украјини, а затим под руским царем заједно са Белом гардом против Црвене армије.
Један од главних команданата легија у Русији био је Радола Гајда.
Претходница легија била су чешка формација које су 7. јануара 1919. године укључена у састав под називом Чехословачка војска у Русији, и која је већ била део чехословачке војске, углавном захваљујући Томашу Масарику (1850-1937), који је 1915. године емигрирао је у западну Европу, где је признат за представника Чешког покрета за независност, и одакле се залагао за оснивање државе која би обухватала Чешку, Моравску, Шлеску (чији се већи део налази на простору данашње Пољске) и Словачку и Французима (командант легија био је Морис Јанин ).
Чехословачка војска у Русији састојала се од три дивизије, чије је језгро чинило 12 пешачких пукова, два коњичка пука и неколико артиљеријских батерија.

### Борбе у Украјини
После битке код Зборова (2. јула 1917. године ), у којој су се чехословачке легионари истакли у борби против аустроугарске војске, руска влада, је на наговор председника Чехословачког националног већа, професора Томаша Масарика, који је организовао легије у Русији од 15. маја 1917. године, приступила оснивању чехословачких трупа. Тако су постепено формиране и друге јединице, које су 9. октобра 1917. године прерасле у Чехословачки корпус у Русији .
Крајем 1917. године јединице легија у Русији бројале су 38.500 добровољаца (распоређених у две дивизије од по осам пешадијских и два коњичка пука, да би почев од Зборова до Прокопа Великог, допуниле 1. дивизију и 5. прашки пук у другој дивизије). Ове јединице бројале су и преко 6.000 ратних заробљеника у логорима, од којихје Томађ Масарик организовао легијску резерву (база 3. дивизије). Томаш Масарик је себе сматрао врховним заповедником ових јединица.
После Октобарске револуције, у којој су руска влада дошла у сукоб са бољшевицима, војно руководство државе одлучило је да започне премештање легија на Западни фронт.
У новембру 1917. године део 1. дивизије (2. пук краља Георгија од Подебрадија) заузео је Кијев практично без борбе, и без сукоба са бољшевичким демонстрантима, јер је према тадашњим Масариковим упутствима, добио наређење „да се не меша у унутрашње руске спорове ."
Као пратилац свега модерног, Томаш Масарик је у легијама основао ваздухопловну школу, из које се развила Масарикова ваздухопловна лига после рата. Ваздухоплови из овог састав обично нису носили бомбе ни митраљезе, већ само малокалибарско наоружање и претежно су коришћени у борби, у извиђачке сврхе. Упркос томе, током сибирске анабазе чехословачких легионара помогли су спашавању неколико мостова (које су бољшевицима испред чехословачке трупе дигли у ваздух, и која су уз помоћ америчких специјалиста, морали брзо да се обнове), и посебно четрдесет Бајкалских железничких тунела на транссибирском правцу (чињеница да су бољшевици минирали тунел бр. 39, сазнао је пилот авион, али није имао начина да их отера од уништења) тако да је уништени и затрпани тунел одложио је напредовање другог дела легије до Владивостока за 14 дана).
Масарик је легионаре у Русији напустио на дан свог 68. рођендана 7. марта 1918. године (одласком воза из Москве Транссибирском магистралом), за Владивосток, када је претходно обезбедио да војска државе која још није постојала постане део француске војске. За команданта Друге дивизије именовао је руског генерала Петра Н. Подхаиецкија.
Када су Немци почели да врше притисак на Украјину, а Петљурови пукови почели да се повлаче пред њима, он је молио чехословачке легионаре за помоћ. Тако између Немаца и легионара долази крвавих борби код Доклеа. Развој ситуације захтевао је од Немаца да са легионарима закључе примирје, којим су легионари добили слободан пролаз Чехословачких ешалона (војног возови) кроз железничког чвора Бахмач.
У бици за Доч бриљирала је и митраљеска чета Холт из 6. стрељачког пука „Ханацкаја“, јер су бољшевици, нарочито они врло млади и неискусни дечаци у борби, понекад случајно пуцали у своје редове.
Како би спрчили дејство два Чехословачка оклопна воза легионари су оштетити мост преко реке Десне и тако спречити Немце да уђу у железнички чвор Бахмач, где су чехословачки ешалони у миру пролазили сибирским магистралним правцем до Чељабинска и Пензе.
Током 3. марта 1918. Централне силе закључиле су такозвани Брест-литевски мир са бољшевицима у Бресту у Литванији. У њему су се бољшевици, између осталог, обавезали да неће толерисати на својој територији војне јединице непријатељски настројене према централним силама, што се односило и на чехословачке легије.
У таквим условима легије су напустиле Украјину јер је украјинска влада дозволила немачкој војсци да заузме њену територију из страха од продора бољшевика. Међутим, у то време Украјину је окупирао и бољшевички командант Муравјев.
Легије су такозваним „северним путем“ преко Архангелска и Мурманска требало да буду превезене у Француску. Међутим, након четири месеца чекања, смрзавања и глади, отпловила су само два транспортера (са укупно око 2.000 људи). Први транспорт отпловио је 15. октобра 1917. Доласком зиме луке су замрзле, није било бродова и није било залиха на северу. Било је бојазни да легије неће дочекати судбину српских легија, које су разоружане и заробљене, интерниране у Казањ и ослобођене тек доласком чехословачких легионара на Волгу. У овој ситуацији, Масарик је променио свој план и одлучио да пребаци трупе путним правцима и даље широм света до бојног поља у Француској. У томе су им помогле Данске трупе које су се избориле за Крим, одакле су успели успешно да отплове.
Пензијски споразум закључен између бољшевика и Националног савета 26. марта 1918. године гарантовао је легијама снабдевања, пролаз од Сибира до Владивостока и превоз до Француске; у замену за овај уступак легионари су пристали да предају сво тешко оружје и већину митраљеза и пушака, Легионари су такође морала да пристану и на агитацију Чехословачке, а и на захтеве бољшевика за улазак легионара у Црвену армију.
Када су Руску војску расформирали бољшевици 1917. године у у њој је било мало бољшевика, док је Црвена гарда имала неколико хиљада припадника, док су у целој Русији, док су легионари имали веће бројно стање. Стога су бољшевици били приморани да евакуишу Украјину, да би закључили неповољан Брест-литевски мири како би почели интензивно да агитују у логорима како би у Црвену армију ушао што већи број војника добровољаца. Руси се нису придружили Црвеној армији, а ако јесу, скинули су униформе, покупили плате и отишли кући.

### Несугласице са Црвеном армијом
Масарик је према договору са бољшевицима из Чехословачке легије Црвеној армији оставио око 15.000 људи, и погрешио. За само два месеца, око 150 људи напустило је Легију ради агитације, и након тога Црвена армија је добила веће појачање директно из логора за ратне заробљенике.
У пролеће 1918. године, Црвена влада забранила је Чешком националном савету даљу агитацију у логорима; само за чехословачке већ за. бољшевике у својим трупама. Неуспех агитатора довео до вербалних напада на Савет, Масарика и руководство Легија, што је разбеснело легионаре и довело до свађа и жалби.
У исто време, бољшевици су регрутовали затворенике Централних сила (интернационалиста) у Црвену армију. Огроман утицај у локалним Совјетима и јединицама Црвене армије стекли су Мађари и Немци (на многим местима чинили су 80% јединица), који су били против Чехословачке легије, коју су сматрали непријатељском. Ово је био још један извор неповерења у Чехословачке легије против бољшевика.
Међутим, главни проблем је било стално кршење споразума о пензијама од стране бољшевика. Већину возова бољшевици нису пустили, јер нису испунили своја обећања; стални прегледи и захтеви за предајом све више оружја угрожавали су безбедност возова. Бољшевици су такође одбили да испоруче купљену храну, а последња кап која је прелила чашу било је повећање присуства наоружаних Немаца и Мађара. Док је Московско национално веће пристајало на све више уступака, војно руководство је изгубило поверење и у Савет и у бољшевике уопште и посебно у Троцког. Тако је почео да се разматра могућност одбијања сарадње са лажљивом Москвом под вероватно Немачким утицајем и силом да обезбеди пролаз кроз Сибир.
Почетком маја 1918. ситуација се погоршала - Троцки је дефинитивно одлучио да Легије, које још нису у Владивостоку, неће напустити Русију и биће силом распуштене, а војници укључени у Црвену армију, а непослушни остатак радиће у индустрији. Користио се и француски предлог да се део Легије уклони из Архангелска како би подели корпус. Бољшевици су 7. маја безуспешно покушали да ухвате најборбенијег човека Легије, капетана Радола Гајду (који је побегао је јер је био наоружан). Дана 11. маја бољшевици су заузели канцеларије Чехословачке легије, а Национални савет у Москви је ухапсио Прокопа Макса. Дана 15. маја, Савет се договорио са Троцким по цену даљих уступака, али Троцкијева обећања нису поново испуњена. Лев Давидович Троцки, као војни комесар (министар војни) издавао је наређења, али је деловао у договору са Лењином и владом (Лењинова наредба од 21. маја којом се налаже распуштање Легија силом и још једна његова лична јавна агитација против легија).
Од 14. до 17. маја догодио се инцидент у Чељабинску и 20. маја 1918. године почео је први конгрес Чехословачке. легије у Русији, где су изабрани представници војника одлучили да се не повинују наредбама Савета ако су у сукобу са одласком у Владивосток. Присутни чланови Савета нису имали другог избора него да подрже вољу војника. Касно увече 20. маја, Троцки је ухапсио председника Националног савета у Москви Прокопа Макса, и приморао га да пошаље телеграм са наредбом да разоружа легије и да укаже поверење бољшевицима и Црвеној армији. Одговор на ово наређење било је саопштење Легији од стране Савета, да Макс и садашња војна команда корпуса (руски генерал Шокоров) више нису руководство Чехословачког корпуса, и да је извршну власт преузео је изабрани Привремени извршни комитет (Команданти пукова Гајда, представници војника легија, Бохдан Павлу изабран за председавајућег). Легионари су уверавале Москву да се неће мешати у унутрашње ствари Русије и да ће сарађивати са бољшевицима на путу за Владивосток. Међутим, Троцки је наредио распуштање или уништавање Легија (није јасно да ли је Троцки био тако брзо обавештен о ономе што се догађало на конгресу 20. маја или је поступио независно).

### Борбе са Црвеном армијом
Након вишемесечних сукоба 25. маја 1918. избиле су борбе - бољшевици су напали Чехословачки воз на станици Мариановка у близини града Омска. Следио је ноћни контранапада Легије. Легионари, често ненаоружани, напали су бољшевичке касарне и складишта и након наоружавања преузели су контролу над кључним тачкама на Транссибирској магистрали. Напади нису били усмерени на бољшевичке совјете, али су они углавном побегли.
Почеле су тешке борбе, посебно са Немцима и Мађарима, који чине већину Црвене армије. Троцки је чак искористио савезнике да успори успех Чеха и дозволи црвенима да мобилишу и сломе Легију. Борбе су биле сурове, легионари су поделили заробљене бољшевике - Русе су обично пуштали, а Мађаре, Немце и Чехословаке задржали, док су бољшевике, који су се борили против Легија, обично убијали. Они који су заробљени без борбе држани су у затвору све док Легија није напустила место, а затим пуштени. Због Женевских конвенција пуцање на затворенике било је злочин, али су у мају 1918. али су многи Чехословачки легионари побијени у након заробљавања у многим борбама, али и Мађара и Немаца над беспомоћним руским цивилним становништвом.
Под притиском других догађаја, који су кулминирали поменутим инцидентом у Чељабинску и захтевом за предајом оружја, дошло је до борби између легија и бољшевика у Сибиру и Поволжју, попут сукоба након кога је штабни воз напао Златоуст, Мариановку, Мариинск, освојио Уљановск. Битке које су увек биле победничке трајале су готово током целог пресељења у Владивосток (до 7. фебруара 1920. године).
Чехословачке легије су 30. маја 1918. заузеле Пензу и Сизран, 8. јуна Самару, 23. јуна град Уфу, 25. јула Екатеринбург и 6. августа Казањ . У Казању су чехословачки легионари преузели златно руско државно благо огромне вредности. У Уфи је формирана руска привремена влада, а адмирал Александар Васиљевич Колчак постављен је за врховног команданта белих . Благо је касније предато Колчаку (који га је донекле смањио плативши своје трупе). На позив савезничке команде, златно благо је поново дошло под заштиту легионара.
Чехословачки легионари освојили су све велике градове Сибира и Екатеринбург, али цар Николај Други и његова породица није била спасена из заточеништва, јер је мање од недељу дана пре доласка чехословачких легија у град, цела породица убијена под директном командом црвених из Кремља.
Операције су се шириле изван подручја Транссибирске магистрале, и дошло је до даљег пребацивања трупа кроз Сибир до Владивостока, упркос војном отпору бољшевика. Између осталог, легионари су морали да униште читаву Голиковљеву бољшевичку војску Централног Сибира, и тако је борбом знатан остатак трупа стигао до Бајкала.
После шест недеља беспоштедне борбе са Немцима, Гајдини људи успели су да заузму 39 од 40 тунела око Бајкала пре него што су их бољшевици успели да минирају (у априлу су их подривали немачки инжењери који су водили бољшевике, што су легионари гледали у неверици ). Ово је магистрални правац одржавало проходним, кључним фактором у међусобном повезивању свих чехословачких јединица корпуса распоређен од Пензе и Волге до Владивостока у дужини од 8.000 км. Легионари су сазнали за оснивањем Чехословачке са закашњењем од неколико недеља.
У Владивостоку легионари нису имали проблема са бољшевицима, а тек након избијања борби Легија је преузела контролу над Владивостоком. Из Владивостока су превезени у Чехословачку савезничким бродовима и првим чехословачким бродовима које је купио технички одсек легије у Јапану (први брод Чехословачке легије ).
Владе савезничких држава (Француска, Велика Британија, САД) планирале су да задрже чехословачке легионаре у Русији и учине их језгром интервентних снага које ће предузети акцију против бољшевизма. То је било због чињенице да су чехословачке легије контролисале значајан део Сибира - посебно подручје око јужног Урала - и биле једине добро организоване савезничке снаге у Русији. Њихова команда била је подређена Француској, а врховни командант био је генерал Морис Јанин, који је такође донео одлуку да заштити Колчаков воз.
Међутим, савезничко појачање које је стигло у Владивосток било је само симболично. Америчка ИМЦА углавном је била укључена у помоћ легијама, Јапанци и око 10.000 Енглеза, Француза и Кинеза. Стога планирана интервенција није успела. Јапанци су помагали Чесима и Словацима у заузимању железничких чворова изнад Владивостока и у борбама на Усурији и освајању Хабаровска. После тога, међутим, због даљег развоја догађаја, легије су се повукле на два начина:
- од Владивостока бродом до Америке, возом преко континента и бродом даље до Европе,
- јужном рутом кроз Јапан, Хонгконг, Цејлон, Суецки канал до Трста, Италија.

Последњи превоз био је амерички брод Хеффрон који је отпловио 2. септембра 1920. године. Ову евакуацију помогли су велики амерички, првобитно немачки бродови, председник Грант и Америка убрзавањем евакуације.
Неки чехословачки легионари су умрли док су се превозили морем а њихова тела завршила су на дну Индијског и Тихог океана.

## Евакуација из Русије
Из Владивостока легионари су превезени у укупно 36 транспорта.
| земља                                             | Број             | Проценат |
| ------------------------------------------------- | ---------------- | -------- |
| САД (50% прихватило)                              | 36.026           | 53%      |
| Велика Британија (25% прихватило)                 | 16.956. Најчешће | 25%      |
| Чехословачка* и остали савезници (25% прихватило) | 14.921           | 22%      |
| * од чега Централна комисија                      | 9.683            | 14,3%    |

- Савезници су обезбедили 21 брод, 12 бродова Сједињене Државе, 9 бродова Уједињено Краљевство. Два брода је обезбедио Амерички Црвени крст. Бродови „President Grant“ и „Heffron“ два пута су прошли цео пут евакуације и обавили неколико делимичних путовање.
- Централна комисија је унајмила 12 бродова, и превезла 9.683 људи. Два јапанска и један руски брод закупљени су за превоз терета. Док су се за превоз људи бродови куповали или изнајмљивали углавном у Јапану (7), Кини (1) и Русији (1). Први брод који је Централна комисија послала био је јапански „Liverpool-Maru“, који је испловио је 8. јула 1919. године. Редовни превоз легионара почео је превозом 1. пука 9. децембра 1919. године бродом „Jonan-Maru“. Последњи брод са људима био је „ Нижњи Новгород “, који је испловио 13. фебруара 1920. године Последњи брод са теретом био је „Shunko-Maru“, који је из Владивостока испловио 14. маја 1920. године.
- Први брод који је превезао прве сибирске легионаре из Владивостока била је италијанска „Рома “ 15. јануара 1919. године, а последњи „Heffron“ 2. септембра 1920. Први бродови су пловили према Напуљу и Марсеју. Други су прошли кроз Панамски канал, други у Северну Америку, трећи у Канаду са крајњом луком Хамбург. Цела евакуација трајала је 1 годину и 8 месеци.

Бродови (избор) којима је обављена евакуација
| Брод            | земља                             | Број      | Полазак (Владивосток)                | Долазак (лука)                              |
| --------------- | --------------------------------- | --------- | ------------------------------------ | ------------------------------------------- |
| Roma            | Италија                           | 139       | 15. јануар 1919.                     | 10. март 1919. Напуљ                        |
| Liverpool-Maru  | Централна комисија (Чехословачка) | 139       | 9. јул 1919                          | 12. септембар 1919. Марсеј                  |
| Нижњи Новгород  | Русија                            | 664       | 13. фебруар 1920.                    | 8. април 1920. Трст                         |
| Mount Vernon    | Немачка, САД                      | 3.452     | 13. април 1920.                      | 6. јун 1920. Трст                           |
| Америка         | ориг. Немачка, САД                | 6.478     | 23. април 1920.                      | 7. јун 1920. Трст                           |
| President Grant | Немачка, САД                      | 5.471     | 27. април 1920. и 24. август 1920.   | 12. јун 1920. и 13. октобар 1920. Трст      |
| Ixion           | Немачка, Велика Британија         | 2.945     | 23. мај 1920.                        | 17. јули 1920. Куксхавен                    |
| M. S. Dollar    | Немачка, Велика Британија         | 3.427     | 6. јун 1920.                         | 20. јул 1920. Кукхавен                      |
| Legie           | Јапан, Чехословачка               | 70 или 87 | 24. август 1920.                     | 12. октобар 1920. Трст                      |
| Heffron         | САД                               | 720 и 875 | 13. август 1919. и 2. септембар 1920 | 17. децембар1919. и 11. новембар 1920. Трст |

- Неки од бродова који су обавили евакуацију легионара
- Јапански брод Shunko-Maru
- Јапански брод Yonan-Maru[13]
- Брод Silesia (Hvah-Yih)
- Амерички брод Madawaska[14]
- Амерички брод Sheridan[15]
- Амерички брод S.S. America
- Americká loď S.S. President Grant
- Americká loď Mount Vernon[16]
- Руски брод Нижи Новогорд[17]
- Чехословачки брод Legie[18]
- Брод Titan[16]
- Брод Archer

### Ток путовања
Правац војног транспорта (укључујући и оне са инвалидитетом) био је двојак:
- око кинеске, индијске и арапско-египатске обале и Суецког канала до Трста у Италији
- око Јапана, преко Тихог океана и преко Америке, било кроз Панамски канал или железницом из Ванкувера преко Канаде или од Сан Франциска преко Сједињених Држава до Атлантског океана, одакле је уследио превоз до једне од лука у Француској, Италији или Немачкој.

Углавном су легионари за превоз изабрали прву руту. У почетку су коришћени теретни бродови који нису пружали велику удобност, касније су то били цивилни бродови, који су првобитно припадали Немачкој. Под новом чехословачком заставом пловио је само брод Легион, јер је нова чехословачка застава изазивала пометњу у лукама.
Чехословачки легионари су се током евакуације били и неку врста међународне дипломатске мисију. У лукама су промовисали чешку музику, соколарство и спорт. Концерти војних оркестара одржани су са великим успехом, на пример, Легионарски филхармонијски оркестар у Сингапуру постигао је велики успех. Одржане су и међународне утакмице са локалним спортистима, углавном енглеским фудбалерима, који су неколико пута поражени упркос лошој храни за чамце и недостатку тренинга легионара (мечеви су се одиграли у Коломбу, Шри Ланка, Хонг Конг у коме се десила чувена победа од 3:2 шампиона Источне Азије и Квебека, Канада - победа у купу).
На паробродима су штампане и новине под називом Лодни, које су садржале углавном техничке податке (колико је брод прешао), вести из живота брода и вести које је забележио радио-оператер.
На броду „Председник Грант“ постојала је кухиња и пекара у непрекидном раду. Само је брод „Хефрон“ имао тешку несрећу на обалама Јапана, јер његов капетан није чекао пилота, па је брод завршио насукан на једној стени. Међутим, брод је поправљен и оспособљен за пловидбу за кратко време.
| Брод        | Опис несреће                                                                       | Број мртвих |
| ----------- | ---------------------------------------------------------------------------------- | ----------- |
| Хефрон      | Озбиљна несрећа у близини Јапана, због интоксикације капетана брода                | 0           |
| Монт Вернон | Несраћа у Америци због непажње посаде                                              | 0           |
| Логан       | Насукавање брода на песак код Владивостока                                         | 0           |
| Америка     | Тровање храном 31. маја у Суецу, потом 2. јуна судар са бродом Морабо у Порт Саиду | 0           |

Евакуацијом је управљала Канцеларија за евакуацију чехословачке војске у Русији. Странци (страни савезнички војници, курири, цивилни путници) морали су да плате путовање. Затвореници (Мађари, Аустријанци и Немци) такође су морали да плате путовање, и били су углавном у пратњи америчке наоружане пратње.
Организацијом транспорта евакуисаних људи из Трста управљала је Централна комисија. Након евакуације, Чехословаци су наставили да се окупљају, по група. Држављани који живе у Русији, добровољци који су напустили легије итд. одвожени су на одредиште бродом„ Легија “ или су превожени у организацији Међународног црвеног крста.

### Социјални састав евакуисаних
| Евакуисани                               | Број   | Проценат |
| ---------------------------------------- | ------ | -------- |
| Подофицири и војници                     | 53 455 | 78,9%    |
| Официри и развој. званичници             | 3 004  | 4,4%     |
| Грађани (сународници, бивши затвореници) | 6 714  | 9,6%     |
| Жене (војници и грађани)                 | 1 716  | 2,5%     |
| Деца (војници и грађани)                 | 717    | 1,3%     |
| Странци                                  | 1.935  | 2,9%     |
| Разни (волонтери који нису волонтери)    | 189    | 0,3%     |

## Чехословачка легија у Француској
Као део француске Легије странаца, јединица Наздар основана је 31. августа 1914. године. Састојала се од војника чешке националности.
Чешки и словачки легионари из ове групације били су распоређени на западном фронту.
Током 1918. године основана је чешко-словачка бригада у Француској. Почетком 1918. године, велика већина чешких добровољаца широм Европе изразила је жељу да оде у Француску и уђе у редове тамошњих чехословачких легија. Међу њима су били и Чеси из српске војске, а једна од главних особа задужених за регрутовање био је Франтишек Криштоф. Они су превезени у неколико тура француским бродовима.
Од припадника ове јединица касније ће бити формирана војска новонастале Чехословачке државе, када су се легионари вратила у Чехословачку у пролеће 1919. године. У њој је у том тренутку било око 9.600 војника.
Најпознатији војна битка у којој је учествовала ова јединица била је битка код Терона .
Током служења у овој легији 650 чешко-словачких легионара умрло је у Француској

## Чешкословачка легија у Италији
Прве добровољачке јединице састављене од Чеха и Словака на италијанској територији основане су 1917. године као извиђачке јединице. У пролеће 1918. године формирана је чешко-словачка дивизија, а у децембру 1918. године формиран је и војни корпус.
У јединице је било укључено око 20.000 војника, а након потписивања примирја, још један, тзв батаљона милиције од око 60.000 војника.
Чешко-словачке легије бориле су се углавном у бици код Пиаве, где су се ови легионари неколико пута борили против словачких војника аустроугарске војске. Легионари су такође привукли значајну пажњу на себе у бици код Дос Алта у септембру 1918 .
Током служења у овој легији 350 чешко-словачких легионара погинуло је на италијанском фронту.

## Чешкословачке легије у српској војсци
Чеси су делили војничку судбину и са Србима борећи се у српским јединицама и то у важним моментима на три места:
- Прво, на почетку рата 1914. и 1915. године у Србији,
- Друго, у саставу српских добровољачких формација у Добруџи 1916. године,
- Треће, на Солунском фронту .

Пре рата, у Србији је живео известан број Чеха, којих је највише било у Београду. Према попису становништва у Краљевини Србији из 1900. године, у земљи је живело 1.408 становника који говоре чешки језик. Последњи попис пре Првог светског рата из 1910. године не бележи колико је било Чеха у Србији, већ се наводи да су била 12.123 становника из Аустроугарске. Међу Чесима је било занатлија, индустријалаца, уметника...
Један од њих био је и Франтишек Криштоф, који је касније постао познат као "први чехословачки легионар (добровољац)". Током боравка на Балкану зближио се са јужнословенским народима и тада му је ојачала свест о словенској солидарности. Након што је окончао војну службу, Франтишек Криштоф се сели у Београд, где је добио посао у банци. Одмах по објављивању рата, 28. јула 1914. године, добровољно се јавио у српску војску. Због тога је означен као први чехословачки легионар  иако стварање одвојених чехословачких легија у Србији никада није успело. Тако је  1917. године Прва српска добровољачка дивизија која је бројала 13.066 војника, од чега је било 12.313 Срба, имала 348 Хрвата, 121 Чех и 87 Словенаца.
Пукови аустроугарске војске са значајном заступљеношћу војних обвезника из Чешке били су распоређени на српском фронту . Њихово већинско мишљење о рату са Србијом било је да, нису за рат са братским Словенима. Они који су пали у српско заробљеништво, такође су се добровољно јавили да помогну српској војсци. Упркос организационим напорима, међутим, није било могуће да се створи независна чешке поделе унутар српске војске, углавном због епидемије тифуса, која је довела до смрти многих заробљеника.
После инвазије Бугарске на Србију, српска војска се суочила са троструком предношћу аустроугарских, немачких и бугарских трупа. То је навело Србе да се трагично повуку из сопствене земље ка Јадранском мору. Повлачење је водило суровом кршевитом Црном Гором и Албанијом. Одвијало се од новембра 1915. до јануара 1916. године, под мразом, кишом и великом глађу и недостатком одеће. Око 10.000 заробљених Чеха и Словака умрло је током такозване српске голготе. Српска војска изгубила је 150.000 војника. Евакуисани остаци српске војске превезени су на острво Крф и у француску Бизерту у Тунису. Заробљеници су евакуисани на острво Асинара близу Сардиније. Неки од њих су се касније пријавили у чехословачке легије у Француској.
Иако је међу добровољцима у Србији било и припадника других народа из Аустроугарске, Чеха, је било највише и чинили су значајан део официрског кадра. У Првој српској добровољачкој дивизији било је око 600 чешких добровољаца, од чега је било 128 официра.
Када је српска војска са Крфа послала официре у Русију, са командантом дивизије Стеваном Хаџићем дошли су и чешки официри који су се борили у саставу српске добровољачке војске 1914. и 1915. године. Први ратни задатак добровољаца биле су борбе код Добруџе у оквиру руског корпуса. Они су се добро борили против Бугара и показали јунаштво, али је то остало ненаграђено победом због недовољно доброг вођења руског корпуса и због лошег учинка румунских трупа. У Добруџи је погинуло десет официра и око 50 војника чешке националности. Неки Чеси су се посебно истакли јунаштвом и вештином.
Након што су добровољци били принуђени да се повуку после борби код места Амзаче у октобру 1916. године, изгубљена су руска артиљеријска оруђа. Међутим, потпоручник Вацлав Копал је предводио храбри напад и успео је да их поврати. Он је касније постао потпуковник чехословачких легија. Такође, у борбама код Амзаче је рањен и поручник Емануел Моравец, који је током Другог светског рата постао најпознатији чешки сарадник нациста.
Касније када је у Русији формирана Друга српска добровољачка дивизија и Српски добровољачки корпус, јер су стизали нови добровољци, било је и присилног регрутовања припадника других народа из Аустроугарске. Тако су унутар корпуса почела национална превирања, а међу онима који су протестовали били су и Чеси.
Око 600 чешких добровољаца напустило је Српски добровољачки корпус и ушло је у састав чехословачких легија у Русији. Пуковник Хаџић је лично поздравио Чехе који су одлазили одајући им признање за њихове борбе у Добруџи. Ипак, у Српском добровољачком корпусу остало је 268 добровољаца чешке националности.
После реорганизације српске војске на Крфу, она је поново послата на фронт, овог пута у Грчку. Многи чешки и словачки добровољци учествовали су у борбама на такозваном Солунском фронту у српској војсци, процењено око 600.
Крајем 1917. године почело је пребацивање на Солунски фронт и добровољаца из Русије како би се спојили са српском војском.
Тако је на Солунском фронту било је око 1.000 Чеха у редовима српске војске. Међу њима су били они који су се борили у Србији на почетку рата они који су стигли на Крф заједно са српском војском, као и припадници Српског добровољачког корпуса који су стигли из Русије.
Око 200 чешких добровољаца, при крају Великог рата одлучило је да остане у српској војсци, и након рата, и да живе у Србији, односно Краљевини Срба Хрвата и Словенаца.

## Чехословачке легије у Чехословачкој
Легионари су се одмах по доласку у Чехословачку укључили у политичка дешавања у земљи. Пре свега ради обезбеђења спорне територије, имајући у виду да је на северу земља била под окупацијом Тешинске области, а на истоку Словачке је била под окупацијом мађарске војске.
Искусни легионари, војници и официри упућивани су у војне операције директно из транспорта, који су постепено стизали из Русије, замењујући чешке војнике из бивше чешке војске и италијанске команданте, због чијег распоређивања је чехословачка влада била критикована.
Едварда Бенеша вођу Покрета за независност Чехословачке, критиковали су одмах на почетку рада његове канцеларије због лењости у Чехословачкој. влади јер није успео да осигура територију земље одмах након проглашења државе. Едвард Бенеш је то назвао лошим почетком. Влада је постепено уклањала савезничке команданте и замењивала их легионарима. Изнад свега, притисак фаворизоване Пољске на плебисцит на челу са Чехословачком. уступци, а на крају и подела регије Тешин Шлеска. Пољска је чак полагала право на регион Биелско, јужни део регије Тешин, где су биле резерве каменог угља, а посебно Карвину, у којој је живело много пољског становништва заједно са породицом Шлонзак у Прешову. У читавој ионако тешкој ситуацији биле су непримерене Бенешеве речи да Шлонзаци нису Пољаци, иако говоре пољски језик. Поделе Тешинског региона доживљавала се у Чехословаћкој као чињеница да су Пољаци награђени за борбу против бољшевика. На крају, Чехословачка је добила Карвину, Тринец и мали део Билског.

### Побуне и друге кризе
- Устанак у Железној Руди из 1919. године, покренут од легионара Шумаве, предвођених Јелинеком и Холаском. Устанак је имао различите платформе и тенденције мишљења, око којих се нису сложило и стигли су до Плзења.
- Устанак Ославана: избио је децембра 1920. у близини Брна. Трајао је од 12. до 23. децембра (крај ратног стања), а проширило се и на Бланско и предграђе Бошковице (Бела). Побуну су организовали бољшевици и назвали је бољшевички или комунистички пуч. Локални легионари придружили су се заштити државе и поретка, заједно са другим удружењима (Орел, Сокол). Устанак је угушен у два покушаја крајем децембра 1920. године, када је укинуто војно стање. Војне јединице остале су у Ославанима још месец дана. Ухапшени су учесници побуне, које је касније Масарик амнестирао. У пролеће 1921. године основана је Комунистичка партија .
- 24. октобра 1921, године: најављена мобилизација и састанци легионарских удружења одложени су на неодређено време. Карло I Хабсбуршки и његова супруга Зита посетили су Мађарску. Карло I је поново покушао да стекне престо Угарске краљевине. Када је 20. октобра долетео из Швајцарске он је следећег дана у Шопрону формирао прелазну владу.
- 1939 - 1989 (7. марта и 14. септембра) Представници легионара одају почаст свом врховном заповеднику Т. Масарику на његовом гробу у Лању и на следећем састанку у ресторану На Слованце код железничке станице Лани (данас Стохов ).